# 島松神社
嶋松神社（しままつじんじゃ）は、北海道恵庭市島松本町（旧嶋松村総鎮守）にある神社である。旧社格は無格社。廣島神社が兼務している。

## 祭神
- 豊受大神

## 歴史
この神社は、1901年（明治34年）に創建されたものである。

## 所在地
- 北海道恵庭市島松本町4丁目3番地